# Бал (Нідерланди)
Бал (нід. Baal) — селище в нідерландській провінції Гелдерланд. Входить до муніципалітету Лінгевард.
Перша згадка про населений пункт датується 850  роком. Наразі у ньому нараховується близько 15 будинків.